# Museum Voorlinden
Das Museum Voorlinden ist ein 2016 eröffnetes Museum für moderne und zeitgenössische Kunst in Wassenaar bei Den Haag. Es wurde vom Kunstsammler Joop van Caldenborgh gegründet und zeigt dessen Privatsammlung, die Sammlung Caldic.

## Geschichte und Architektur
Das Museum befindet sich in einem Landschaftspark, der ursprünglich zum Anwesen Voorlinden gehörte. Dieses kaufte Joop van Caldenborgh 2011 von der niederländischen Postgesellschaft und ließ einen Museumsneubau von Dirk van Postel vom Architekturbüro Kraaijvanger Architects in Rotterdam planen. Der Entwurf ist von Mies van der Rohes Neuer Nationalgalerie in Berlin und Renzo Pianos Ausstellungsbau für die Fondation Beyeler in Riehen bei Basel inspiriert.

## Museum
Das Museum verfügt über 4000 m² Ausstellungsfläche. Die Ausstellungsfläche ist in drei Bereiche unterteilt: Ein Drittel dient der permanenten Ausstellung von Großinstallationen, ein weiteres Drittel ist für Sonderausstellungen reserviert und im letzten Drittel werden die Sammlungsbestände in wechselnden Präsentationen gezeigt. Außerdem verfügt das Museum über einen Museumsshop, eine Aula, eine Bibliothek, Räume für die Museumspädagogik und eine Restaurierungswerkstatt. In der 1912 erbauten Backsteinvilla befindet sich das Museumsrestaurant. Den Garten um das Museum herum hat der niederländische Landschaftsgärtner Piet Oudolf gestaltet.

## Sammlung Caldic
Dauerhaft im Museum ausgestellte Künstler der Sammlung Caldic sind unter anderem Richard Serra,  Leandro Erlich, Maurizio Cattelan und Ron Mueck. Teil des Museums ist außerdem ein Skyspace von James Turrell. Die Sammlung umfasst außerdem Werke von Ai Weiwei, Atelier Van Lieshout, Philip Akkerman, Louise Bourgeois, Marcel Broodthaers, Joseph Cornell, Tracey Emin, Damien Hirst, Roni Horn, Anselm Kiefer, Yayoi Kusama, Maurizio Nannucci, Ernesto Neto, Bridget Riley, Cindy Sherman, Sam Taylor-Johnson und Robert Zandvliet.

## Sonderausstellungen (Auswahl)
- Ellsworth Kelly – Anthology, 11. September 2016 – 8. Januar 2017
- Full Moon, 11. September 2016 – 26. März 2017
- Shilpa Gupta – Where Do I Begin, 17. Februar – 1. Juli 2017
- Armando, 3. November 2018 – 5. Mai 2019
- Yayoi Kusama, 22. März – 1. September 2019
- Less is More, 19. Januar 2019 – 19. Januar 2020
- Louise Bourgeois – To Unravel a Torment, 12. Oktober 2019 – 5. Mai 2020
- Picasso-Giacometti, 16. Oktober 2021 – 13. Februar 2022
- Antony Gormley – GROUND, 26. Mai – 25. September 2022
- Giuseppe Penone, 8. Oktober 2022 – 29. Januar 2023
- Maarten Baas – It’s about time, 10. Juni – 24. September 2023
- Alex Katz, 10. Juni – 1. Oktober 2023
- Anselm Kiefer – Bilderstreit, 14. Oktober 2023 – 25. Februar 2024
- Alicja Kwade – Die Notwendigkeit der Dinge, 9. März – 9. Juni 2024
- Ron Mueck, 29. Juni – 17. November 2024